# 조배숙
조배숙(趙培淑, 1956년 9월 10일~)은 대한민국의 법조인 출신 정치인이다. 제16·17·18·20·22대 국회의원이다. 익산 출생이다.

## 생애
검사와 판사를 지내고, 변호사로 활동하며 제16대 국회에 새천년민주당 비례대표로 정계에 입문했다. 열린우리당 소속으로 제17대 국회의원에 당선되었고(전북 익산 을), 대통합민주신당에 합류했다. 16대 의원 시절, 성매매 특별법을 대표발의한 바 있다. 2002년 대통령 선거에서는 노무현 대통령 후보의 경쟁력에 문제를 제기하며 정몽준 후보와 단일화를 추진했던 '후보단일화협의회(후단협)'의 일원으로 활동했다.
2007년 대선에서는 비친노 대선주자 만들기 노선을 걷던 김한길, 강봉균과 함께 열린우리당을 선도 탈당하여 대통합민주신당에 합류했다. 대통합민주신당이 새천년민주당과 합당하여 통합민주당으로 개칭하면서, 2008년 4월 9일 제18대 총선거에서 통합민주당 소속 지역구 후보로 당선되었다.(전라북도 익산시)
2012년 총선에서는 전정희와의 경선에서 정치신인 가산점 때문에 패배하였다. 불복하여 무소속으로 출마했으나 민주통합당 공천을 받은 전정희에게 패하였다. 2012년 대선에서는 야권 후보 단일화 국면에서 민주당 문재인, 무소속 안철수 후보 중 지지대상을 택할 수 있는 자율선택권을 당에 요구하며 집단행동에 나서 파장을 일으켰다.
2015년 4.29 보궐선거에서는 당 후보가 있음에도 무소속 정동영 후보의 선거를 도왔다가 새정치민주연합 윤리심판원으로부터 1년간 자격정지의 징계를 받았다. 이어 12월에는 새정치민주연합을 탈당했다.
2016년 국민의당 소속으로 제20대 국회의원에 당선되었다가 2018년 국민의당과 바른정당의 통합에 반대하여 국민의당을 탈당하고, 민주평화당을 창당하여 초대 당대표를 역임하였다. 이후 국민의힘에서 전라북도지사 선거에 출마했으나 낙선하였다.
2024년 2월, 국민의미래로 당적을 옮겨 제22대 국회의원 선거에서 비례대표 공천에 도전했으나 35번 내의 비례대표 후보자 명단에 포함되지 않으며 컷오프되었다. 하지만 이후 국민의미래 비례대표 후보자들의 자질 논란과 호남·당직자 홀대론이 빚어지자 비례대표가 조정되었고, 재조정된 비례대표에서 당선 안정권으로 평가받는 13번을 받았다.
이후 22대 총선에서 국민의미래 후보가 18번까지 당선되면서 국회 재입성에 성공하였다. 이로써 무려 5선 중진이 되었다.
2025년 5월 14일에는 국회 소통관에서 전한길 등의 '부정선거, 신의 작품인가' 영화 제작진과 함께 연 기자회견에서 이미 헌법재판소에서 타당하지 않다고 판결된 21대 총선 부정선거 음모론을 주장했다.

## 학력
- 1969년 이리중앙국민학교 졸업
- 1971년 이리남성여자중학교 졸업
- 1975년 경기여자고등학교 졸업
- 1979년 서울대학교 법과대학 법학 학사

## 경력
- 1980 제22회 사법시험 합격
- 1980. 6.~1982. 8. 사법연수원 12기 수료
- 1982. 9.~1986. 4. 서울지방검찰청 검사(박숙경 등과 함께 대한민국 내 최초 여성 검사)
- 1986. 5.~1986. 8. 인천지방검찰청 검사
- 1986. 9.~1988. 2. 수원지방법원 판사
- 1988. 3.~1991. 2. 대구지방법원 판사
- 1990 일본 게이오기주쿠대학교 객원연구원
- 1991. 3.~1993. 8. 서울지방법원 남부지원, 서울민사지방법원 판사
- 1993. 9.~1995. 6. 서울고등법원 판사
- 1995 변호사 개업
- 1995~2000 여성변호사회장
- 1996. 7. 조배숙 법률사무소 변호사
- 1998 법무부 사회보호위원회 위원
- 1999 민주평화통일자문회의 자문위원
- 1999. 4.~2001. 3. 국무총리실 행정심판위원회 위원
- 2000. 9.~ 법무법인 로고스 변호사
- 2001년 9월 6일: 대한민국 제16대 국회의원 선거 당선(승계)(비례대표, 새천년민주당, 초선)
- 2001. 9. 6.~2004. 1. 29. 제16대 국회의원(비례대표, 새천년민주당, 초선)
- 2001 새천년민주당 수석부대변인
- 2002 새천년민주당 원내부총무
- 2004 열린우리당 중앙위원
- 2004년 4월 15일: 대한민국 제17대 국회의원 선거 당선(전북 익산시 을, 열린우리당, 재선)
- 2004. 5.~2008. 5. 제17대 국회의원(전북 익산시 을, 열린우리당→무소속→중도개혁통합신당→중도통합민주당→무소속→대통합민주신당→통합민주당, 재선)
  - 2006. 6.~2008. 5. 제17대 국회 후반기 문화관광위원회 위원장
- 2004. 8.~2005. 5. 열린우리당 제6정책조정위원회 위원장
- 2005. 4.~2006. 1. 열린우리당 전국여성위원장
- 2005. 10.~2006. 1. 열린우리당 비상집행위원회 위원
- 2006. 2.~2006. 6. 열린우리당 최고위원
- 2007. 5.~2007. 6. 중도개혁통합신당 최고위원
- 2007. 6. 중도통합민주당 창당 실무협상단 단장
- 2008년 4월 9일: 대한민국 제18대 국회의원 선거 당선(전북 익산시 을, 통합민주당, 3선)
- 2008. 5.~2012. 5. 제18대 국회의원(전북 익산시 을, 통합민주당→민주당→민주통합당→무소속, 3선)
  - 2008. 9.~2010. 5. 제18대 국회 전반기 농림수산식품위원회 위원
  - 2010. 2.~2010. 8. 제18대 국회 사법제도개혁특별위원회 위원
  - 2010. 6.~2012. 5. 제18대 국회 후반기 기획재정위원회 위원
- 2014. 2.~2014. 3. 새정추(새정치 추진위원회) 창당 발기인
- 2014. 4.~2014. 6. 새정치민주연합 전라북도당 공동위원장(안철수측)
- 2016년 4월 13일: 대한민국 제20대 국회의원 선거 당선(전북 익산시 을, 국민의당, 4선)
- 2016. 5.~2020. 5. 제20대 국회의원(전북 익산시 을, 국민의당→무소속→민주평화당→민생당, 4선)
  - 2016. 6.~2017. 7. 제20대 국회 전반기 산업통상자원위원회 위원
  - 2017. 6.~2018. 5. 제20대 국회 전반기 예산결산특별위원회 위원
  - 2017. 7.~2018. 4. 제20대 국회 전반기 산업통상자원중소벤처기업위원회 위원
  - 2018. 1.~2018. 6. 제20대 국회 사법개혁특별위원회 위원
  - 2018. 4.~2018. 5. 제20대 국회 전반기 산업통상자원중소벤처기업위원회 간사
  - 2018. 7.~ 제20대 국회 후반기 산업통상자원중소벤처기업위원회 위원
  - 2018. 7.~2019. 5. 제20대 국회 후반기 예산결산특별위원회 위원
  - 2018. 10.~2019. 6. 제20대 국회 후반기 에너지특별위원회 위원
- 2016. 7.~2017. 1. 국민의당 비상대책위원회 위원
- 2016. 7.~2018. 9. 국회 공직자윤리위원회 부위원장
- 2016. 12.~2017. 5. 국민의당 정책위원회 의장
- 2018. 1.~2018. 2. 민주평화당 창당추진위원회 부위원장
- 2018. 2.~2018. 8. 민주평화당 부대표
- 2019. 5.~2021. 4. 대통령직속 국가기후환경회의 위원(정당)
- 2019. 8.~2020. 2. 민주평화당 원내수석부대표
- 2020. 7.~ 복음법률가회 상임수석부대표
- 2021. 3.~2022. 3. 삼성생명 사외이사
  - 삼성생명 내부거래위원회 위원
  - 삼성생명 감사위원회 위원
  - 삼성생명 보수위원회 위원
  - 삼성생명 위험관리위원회 위원
- ~2022. 2. 민생당 탈당
- 2022. 2.~2022. 3. 제20대 대통령 선거 국민의힘 살리는 선거대책위원회 전북 선거대책위원회 선거대책위원장단 총괄선거대책위원장
- 2022. 4.~2024. 2. 국민의힘 입당
- 2022. 5.~2022. 6. 제8회 전국동시지방선거 전라북도지사 국민의힘 후보
- 국민의힘 전북특별자치도당 상임고문
- 2023. 7.~2024. 3. 국민의힘 전북특별자치도당 위원장
- 2024. 4.~ 국민의힘 여성의원 모임 공동대표
- 2024년 4월 10일: 대한민국 제22대 국회의원 선거 당선(비례대표, 국민의미래, 5선)
- 2024. 5.~ 제22대 국회의원(비례대표, 국민의힘, 5선)
  - 2024. 6.~ 제22대 국회 전반기 법제사법위원회 위원
    - 제22대 국회 전반기 법제사법위원회 법안심사제2소위원회 위원
    - 제22대 국회 전반기 법제사법위원회 청원심사소위원회 위원

  - 한국경제의 글로벌 경쟁력 강화를 위한 모임 대표의원
  - 2024. 7.~2024. 8. 제22대 국회 전반기 대법관(노경필·박영재·이숙연) 임명동의에 관한 인사청문특별위원회 위원
  - 2024. 7.~2025. 6. 제22대 국회 전반기 예산결산특별위원회 위원
  - 2024. 12.~2024. 12. 제22대 국회 대법관(마용주) 임명동의에 관한 인사청문특별위원회 위원
  - 2025. 6.~ 제22대 국회 예산결산특별위원회 위원
  - 2025. 7.~2025. 7. 제22대 국회 헌법재판소재판관후보자를 겸하는 헌법재판소장(김상환) 임명동의에 관한 인사청문특별회 위원
- 2024. 6.~2024. 7. 국민의힘 정책위원회 산하 시급한 민생 현안 해결을 위한 AI·반도체특별위원회 위원
- 2024. 6.~2025. 6. 국민의힘 이재명 사법 파괴 저지 특별위원회 위원
- 2024. 7.~ 국민의힘 전북특별자치도당 위원장
- 2024. 8.~2025. 6. 국민의힘 사기 탄핵 공작 진사규명 태스크포스 위원
- 2024. 8.~ 국민의힘 호남동행특별위원회 위원장
- 2025. 5.~2025. 6.: 제21대 대통령 선거 국민의힘 김문수 대통령 후보 직속 국민통합위원장 겸 여성본부 상임고문
- 2025. 8.~ 국민의힘 사법정의수호 및 독재대응 특별위원회 위원장

## 역대 선거 결과
|  | 35.90% |

|  | 66.82% |

|  | 54.91% |

|  | 28.35% |

|  | 46.10% |

|  | 15.60% |

|  | 17.88% |

|  | 36.67% |

## 소속 정당
| 소속 정당 | 소속 정당        | 소속 기간 | 비고           |
| --------- | ---------------- | --------- | -------------- |
|           | 새천년민주당     | 2000~2003 | 정계 입문      |
|           | 무소속           | 2003      | 탈당           |
|           | 열린우리당       | 2003~2007 | 창당           |
|           | 무소속           | 2007      | 탈당           |
|           | 중도개혁통합신당 | 2007      | 창당           |
|           | 중도통합민주당   | 2007      | 합당           |
|           | 무소속           | 2007      | 탈당           |
|           | 대통합민주신당   | 2007~2008 | 창당           |
|           | 통합민주당       | 2008      | 합당           |
|           | 민주당           | 2008~2011 | 당명 변경      |
|           | 민주통합당       | 2011~2012 | 합당           |
|           | 무소속           | 2012~2014 | 탈당           |
|           | 새정치연합       | 2014      | 창당준비위원회 |
|           | 새정치민주연합   | 2014~2015 | 창당           |
|           | 무소속           | 2015~2016 | 탈당           |
|           | 국민회의         | 2016      | 창당준비위원회 |
|           | 국민의당         | 2016~2018 | 합당           |
|           | 무소속           | 2018      | 탈당           |
|           | 민주평화당       | 2018~2020 | 창당           |
|           | 민생당           | 2020~2022 | 합당           |
|           | 무소속           | 2022      | 탈당           |
|           | 국민의힘         | 2022~2024 | 입당           |
|           | 무소속           | 2024      | 탈당           |
|           | 국민의미래       | 2024      | 입당           |
|           | 국민의힘         | 2024~현재 | 합당           |

## 같이 보기
- 박숙경
- 신평
- 대한민국 제16대 국회의원 선거 새천년민주당 후보 목록#비례대표
- 익산시 을
- 익산시의 국회의원
- 대한민국 제22대 국회의원 선거 국민의미래 후보 목록#비례대표